# Карман, Пётр Прокофьевич
Пётр Прокофьевич Карман — советский хозяйственный и государственный деятель, лауреат Государственной премии СССР за выдающиеся достижения в труде.

## Биография
Родился в 1919 году в Тальном. Член КПСС.
В 1939—1960 — военнослужащий РККА, участник Великой Отечественной войны, механик-водитель танка 421-го танкового батальона 29-й танковой бригады, кадровый офицер БТиМВ Советской армии
В 1960—1985 — слесарь, бригадир шлифовщиков цеха шестерней Черниговского ремонтно-механического завода «Октябрьский молот».
За высокоэффективное использование техники, внедрение прогрессивной технологии в кормопроизводстве и строительстве с/х объектов был в составе коллектива удостоен Государственной премии СССР за выдающиеся достижения в труде 1979 года.
Умер в 1988 году в Чернигове.

## Награды
- Орден Ленина (1977)
- Орден Отечественной войны II степени (1985)
- Орден Красной Звезды (1942, 1955)